# Varisluoto (ö i Södra Savolax, Nyslott)
Varisluoto är en ö i Finland. Den ligger i sjön Enonvesi och i kommunen Nyslott i  landskapet Södra Savolax, i den sydöstra delen av landet, 290 km nordost om huvudstaden Helsingfors. Öns area är 3,1 hektar och dess största längd är 0,5 kilometer i sydöst-nordvästlig riktning.